# Semiothisa albidulata
Semiothisa albidulata là một loài bướm đêm trong họ Geometridae.